# Ostrow (rejon pinieski)
Ostrow (ros. Остров) – wieś (dieriewnia) w Rosji, w obwodzie archangielskim, w rejonie pinieskim. W 2010 liczyła 95 mieszkańców.